# Олдрин, Базз
Э́двин Ю́джин О́лдрин-младший (англ. Edwin Eugene Aldrin, Jr.; род. 20 января 1930, Глен-Ридж, Нью-Джерси, США), известный как Базз Олдрин (Buzz Aldrin), — американский авиационный инженер, бывший астронавт и лётчик. Совершил три выхода в открытый космос в качестве пилота миссии Джемини-12 в 1966 году, а также в качестве пилота лунного модуля в миссии Аполлон-11 1969 года. Он и командир миссии Нил Армстронг стали первыми людьми, которые были на поверхности Луны. После смерти Джеймса Ловелла стал старейшим из живущих ныне людей, побывавших в космосе.

## Биография

### Ранние годы
Эдвин Олдрин родился 20 января 1930 года в небольшом городке Глен-Ридже, штат Нью-Джерси в семье офицера Эдвина Юджина Олдрина старшего и его жены Мэрион Мун.
Род Олдринов имеет шотландские, шведские и немецкие корни. После окончания в 1946 году средней школы в Монтклэре отказался от возможности учиться в престижном Массачусетском технологическом институте и поступил в Военную академию США в Вест-Пойнте. Прозвище «Buzz» возникло у Олдрина ещё в детстве: младшая из двух его сестёр не могла выговорить слово «brother» («брат») и сокращала его до «buzzer», а затем и вообще «buzz». В 1988 году Олдрин официально сменил своё имя на Базз.

### Военная служба

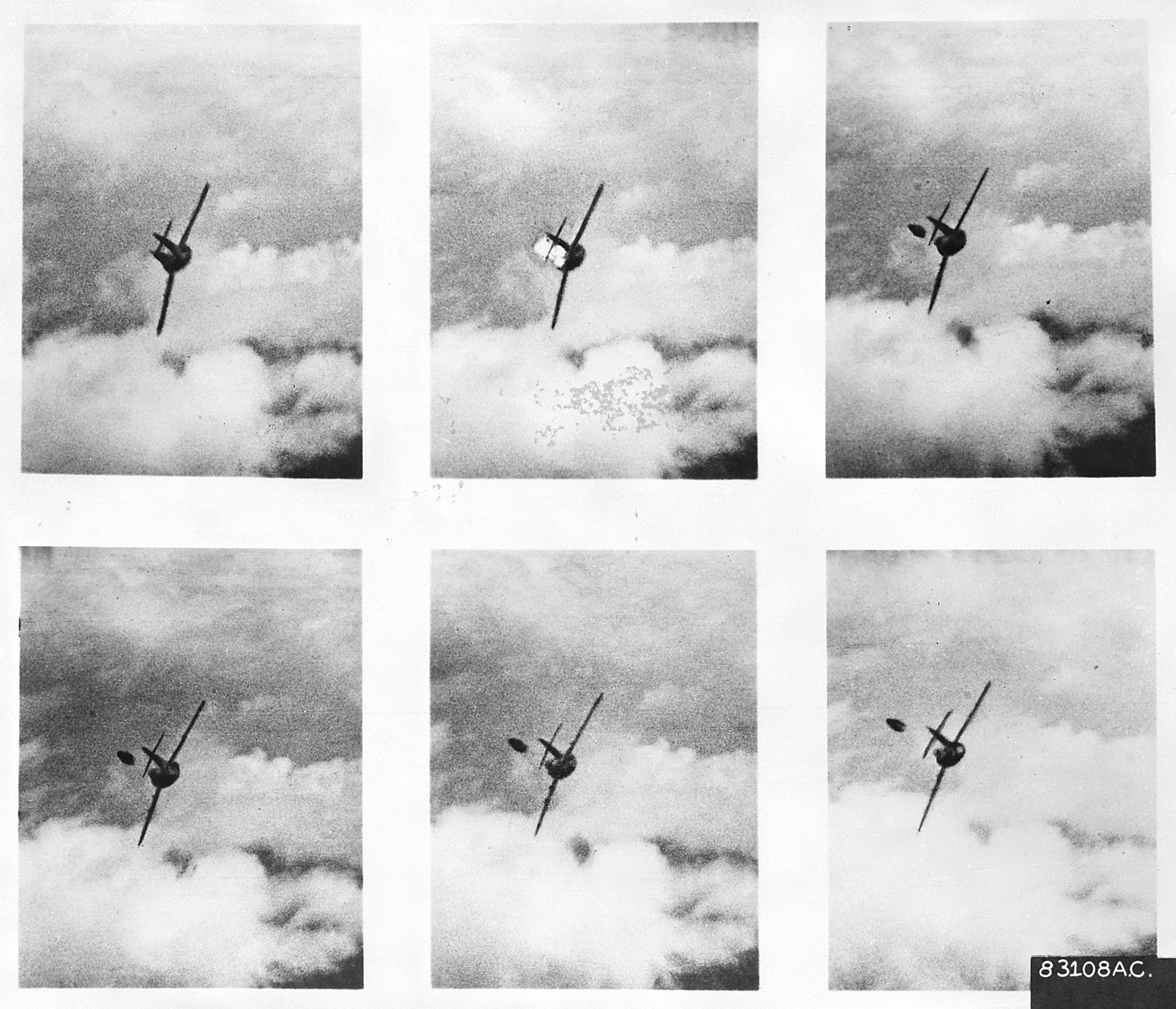
Кадры сбития Олдрином истребителя МиГ-15

В 1951 году Олдрин окончил Военную академию США в Вест-Пойнте и получил степень бакалавра технических наук. В том же году поступил на военную службу в ВВС США в звании второго лейтенанта, прошёл лётную подготовку в качестве лётчика-истребителя. В 1953 году принимал участие в Корейской войне в качестве пилота самолёта F-86 «Sabre» в составе 51-го авиакрыла истребителей-перехватчиков. Выполнил 66 боевых вылетов и сбил два самолёта МиГ-15, первый из которых Олдрин сбил 14 мая 1953 г., когда он летел в 8 км южнее реки Ялуцзян. 8 июня 1953 года на страницах журнала «Life» были опубликованы фотографии, на которых было изображено, как Олдрин сбивает МиГ-15, из которого катапультируется советский лётчик, старший лейтенант Л. П. Колесников.
После войны Олдрин прошёл подготовку в Школе офицеров эскадрильи при Авиационном университете на авиабазе ВВС Максвелл в Алабаме. Был назначен инструктором по воздушной стрельбе на авиабазе Неллис в Неваде, а затем помощником декана факультета в Академии ВВС США. Служил в составе американских войск в Европе командиром звена F-100 в 22-й эскадрилье 36-го тактического истребительного авиакрыла на авиабазе в Битбурге, Германия. В 1963 году в Массачусетском технологическом институте защитил диссертацию на тему «Управление сближением космических аппаратов на орбите Архивная копия от 11 мая 2015 на Wayback Machine» и стал доктором философии (Ph.D) по астронавтике. За свои научные интересы впоследствии получил прозвище «Dr. Rendezvous» («Доктор Рандеву»).
К моменту зачисления в отряд астронавтов служил в местном отделении ВВС при Центре пилотируемых космических полётов (сейчас называется Космическим центром Джонсона) в качестве ответственного за проведение экспериментов Министерства обороны США во время полётов кораблей «Джемини».

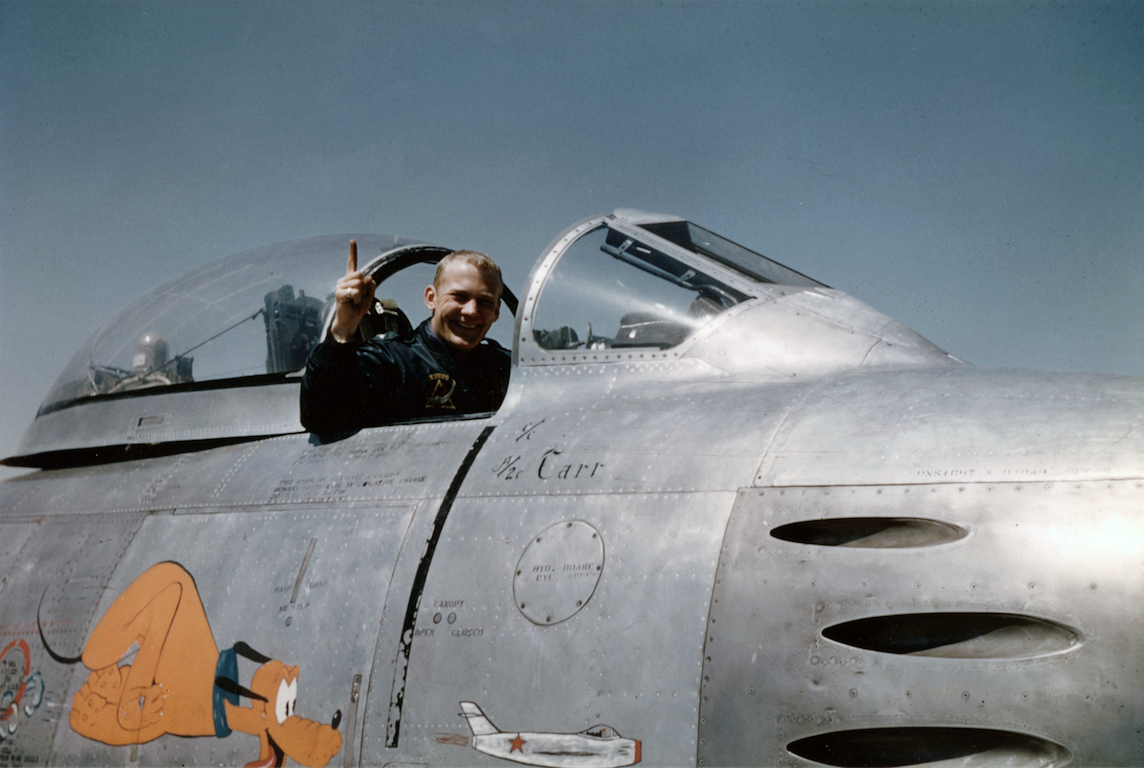
Базз Олдрин в кабине своего F-86 «Sabre» во время войны в Корее

### Карьера в НАСА

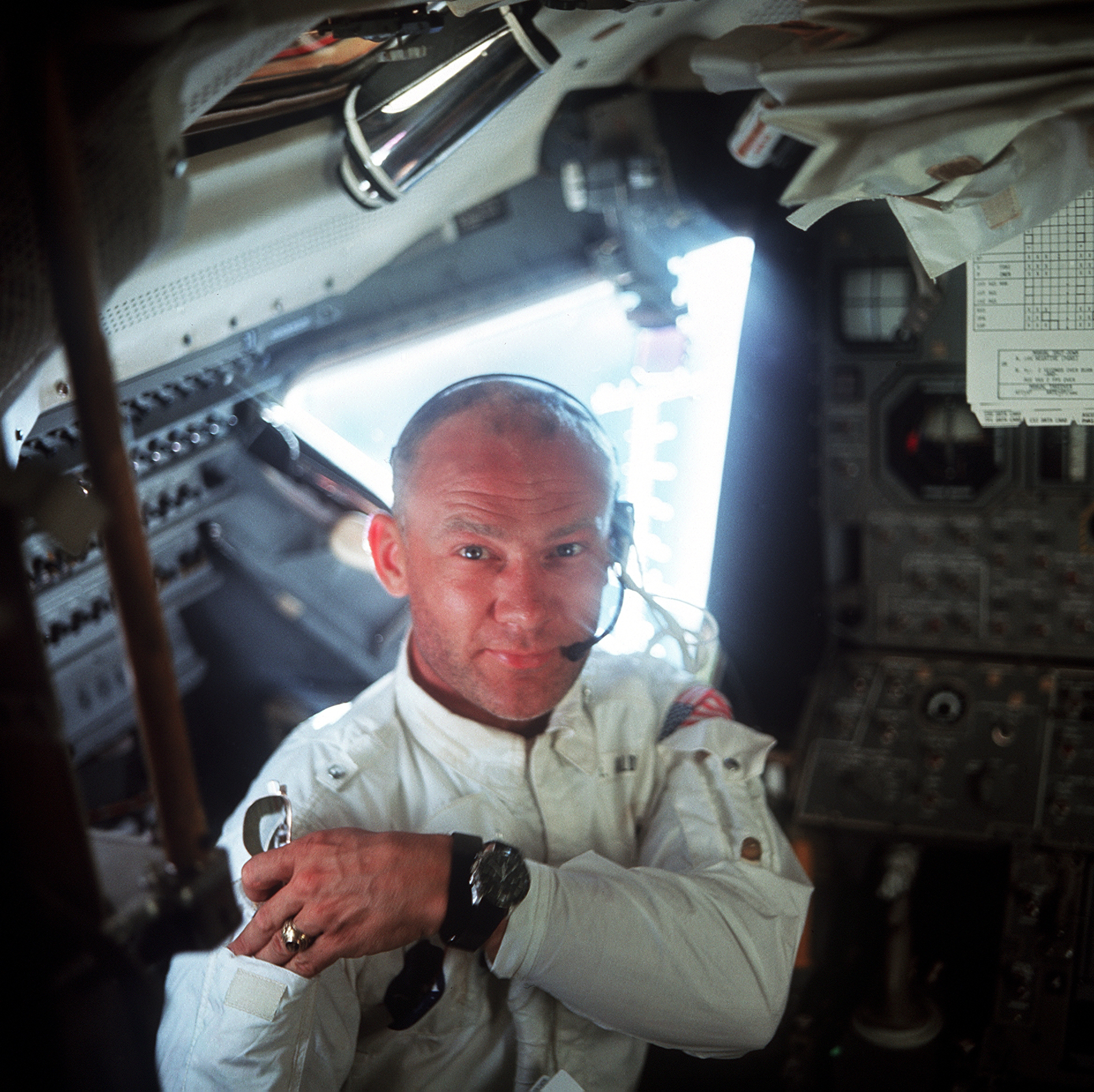
В лунном модуле

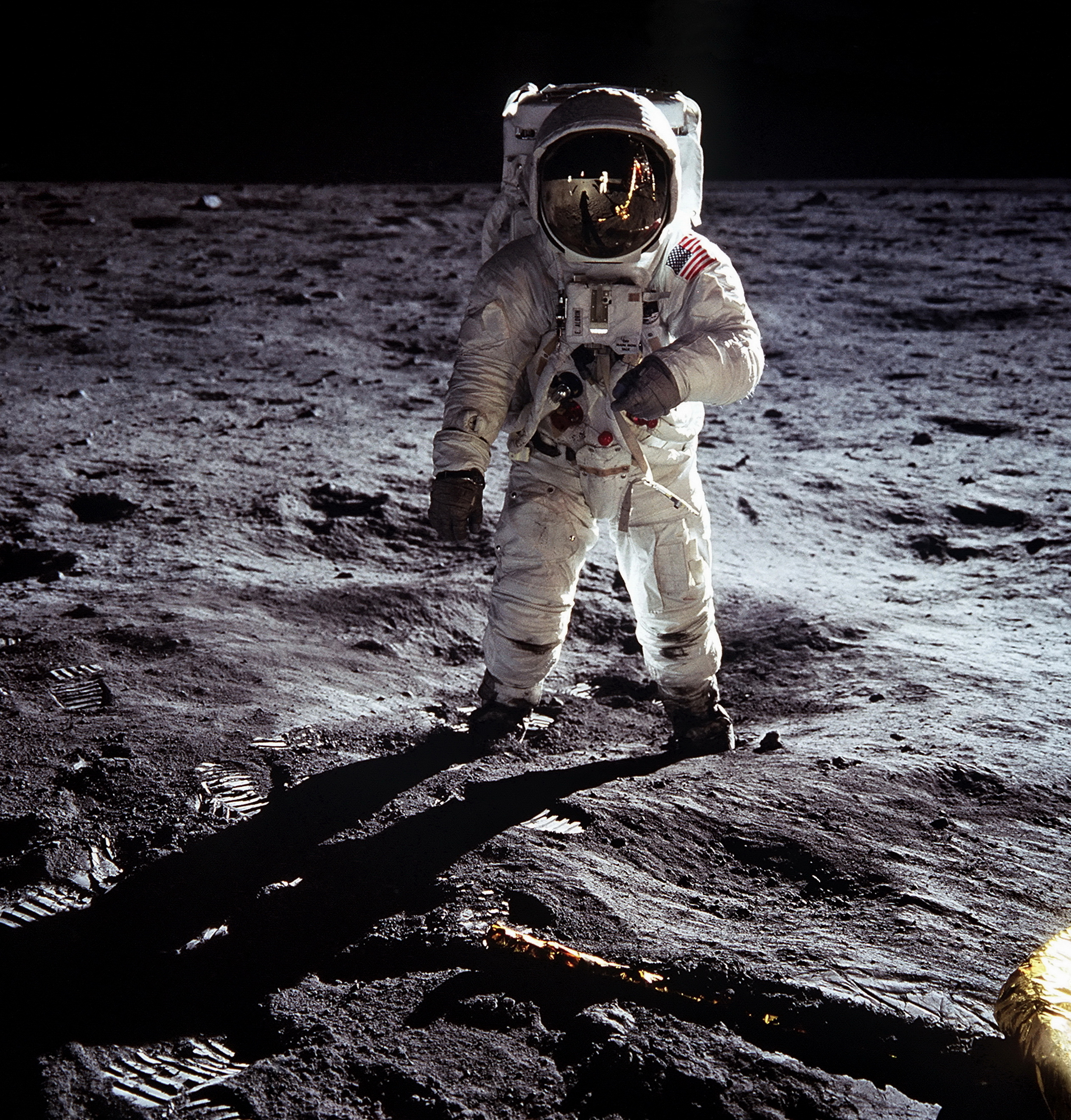
Эдвин Олдрин на поверхности Луны в 1969 году

В октябре 1963 года Олдрин вошёл в состав третьей группы астронавтов НАСА. Он расценивался другими лётчиками набора скорее, как учёный, а не как пилот — следовательно, коллеги считали вероятность его назначения в экипаж невысокой. Сернан утверждал, что из-за того, как Базз принимал решения, у него была «шаткая репутация» среди руководства НАСА: «Он был блестящим специалистом и потому не мог просто принять некий предмет, он хотел всё переделать».
Работал оператором связи с экипажем («капком») во время полётов кораблей «Джемини-5».
После трагической гибели 28 февраля 1966 года основного экипажа «Джемини-9» — Эллиотта Си и Чарльза Бассетта — экипаж Олдрина стал дублирующим для экипажа «Джемини-9А» (Томас Стаффорд и Юджин Сернан) и, как следствие, основным экипажем «Джемини-12».
Когда во время миссии «Джемини-9А» у экипажа возникли проблемы из-за несброшенных створок обтекателя ATDA, с которым предполагалась стыковка, Олдрин высказал импровизированную идею о том, что Сернан должен незапланированно выйти в открытый космос (до этого в открытый космос выходил лишь Эд Уайт в «Джемини-4» 3 июня 1965 года; выход Сернана был запланирован следующим пунктом после выполнения задач с ATDA) и перерезать обруч, удерживающий створки вращающегося обтекателя с острыми краями, хирургическими ножницами из бортового набора. Это предложение, ставящее под огромный риск жизнь астронавта, буквально привело в ужас высшее руководство программы и едва не стоило Олдрину карьеры — согласно Дику Слейтону, он с большим трудом смог затем уговорить Боба Гилрута оставить за Олдрином место в экипаже «Джемини-12».
Слейтон до последнего сомневался в назначении Олдрина. Так как ВВС требовали испытать установку AMU, он намеревался заменить Базза его дублёром в «Джемини-12» Юджином Сернаном, уже имевшим дело с этой установкой в полёте «Джемини-9А», хотя и не смогшего испытать её тогда. В конце концов испытание AMU было отменено и место осталось за Олдрином. Решение о составе миссии было объявлено 27 сентября 1966 года.
С 11 по 15 ноября 1966 года Олдрин впервые отправился в космос в качестве пилота корабля «Джемини-12» (командиром корабля был Джеймс Ловелл, впоследствии командир «Аполлона-13»). Это был последний полёт корабля серии «Джемини», за время которого он сделал 59 оборотов вокруг Земли.
Основной целью полёта являлось сближение и стыковка с мишенью «Аджена-XII», поднятие её на орбиту высотой 555,6 км и выход в открытый космос. Второстепенные задачи включали 14 различных экспериментов, отработку стыковочных манёвров и автоматической посадки. Олдрин совершил три успешных выхода в открытый космос, в ходе которых отрабатывались навыки выполнения различных работ — необходимо было понять, можно ли делать в космосе хотя бы элементарные вещи. Выйдя наружу, Базз, зафиксировавшись на месте с помощью разработанных после предыдущих выходов стремян, перил и поручней, пробовал резать кабели, закручивать болты, накидывать петлю на крюк, снимать прикреплённые на учебной панели предметы и т. п. В одном из выходов к корпусу «Аджены» был присоединён трос, с помощью которого была проведена гравитационная стабилизация связки «Джемини-Аджена». Олдрин стал первым человеком, трижды выходившим в открытый космос в одном полёте; общая длительность выходов составила 5 ч 30 мин. В целом, полёт показал, что астронавты могут эффективно работать в открытом космосе.
В ноябре 1967 года Олдрин был назначен в дублирующий экипаж третьего пилотируемого полёта по программе «Аполлон», который должен был стать первым запуском на РН «Сатурн-5». После переформирования экипажей был дублёром пилота командного модуля корабля «Аполлон-8». В январе 1969 года был назначен пилотом лунного модуля корабля «Аполлон-11».

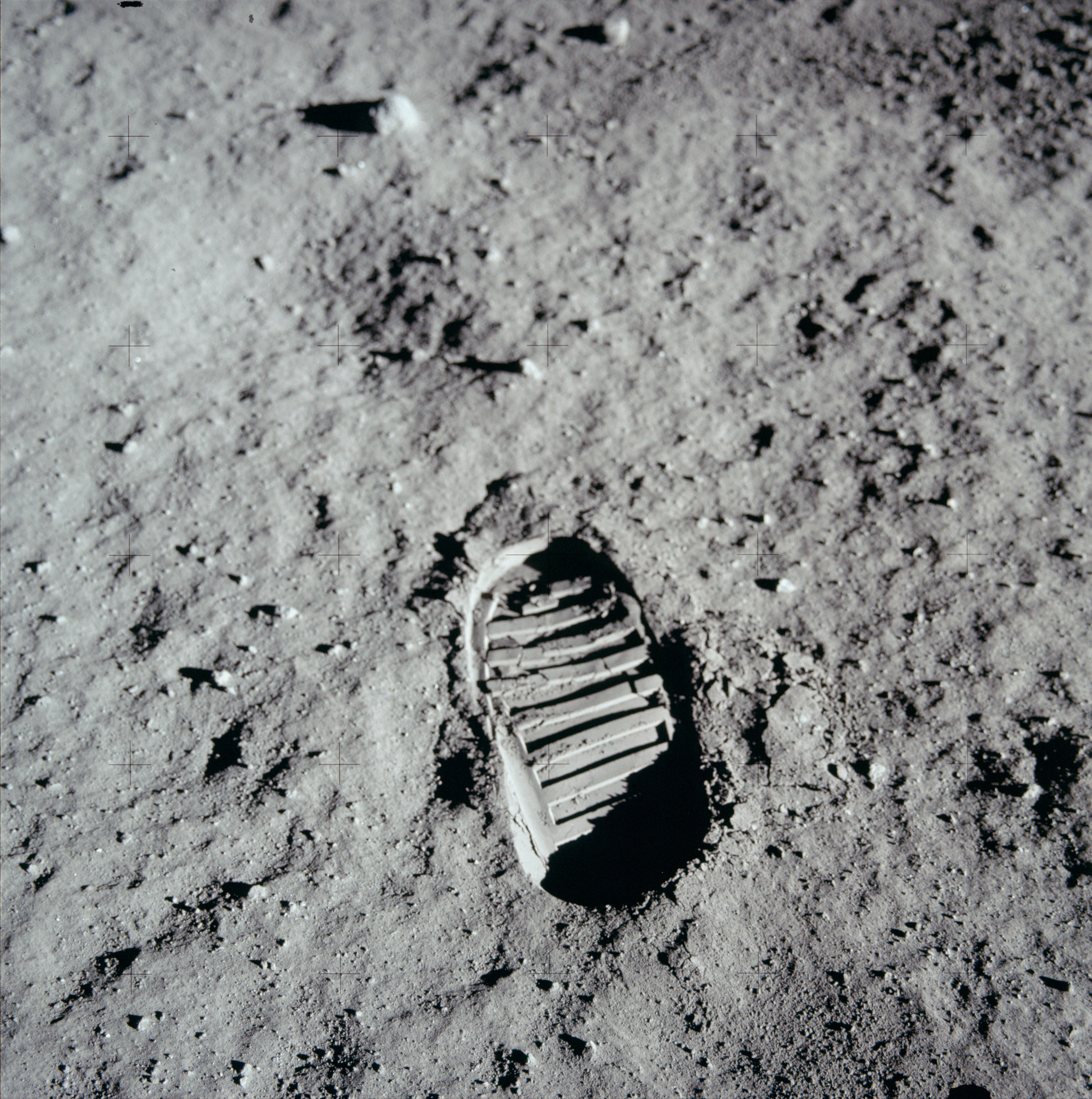
Снимок следа подошвы обуви Олдрина, сделанный им 21 июля (GMT) 1969 года

21 июля 1969 года по Гринвичскому времени Эдвин «Базз» Олдрин стал вторым человеком, ступившим на другое небесное тело, совершив километровую прогулку по поверхности Луны. Это был его четвёртый выход в безвоздушное пространство, чем он побил свой же предыдущий мировой рекорд. До полёта миссии «Аполлон-14» Олдрин держал также лидерство по суммарному времени выхода в открытый космос. Лидерство по количеству выходов держалось ещё дольше, до миссии «Аполлон-15». Согласно многочисленным легендам, Олдрин всегда хотел первым ступить на Луну. Многие[кто?] утверждают, что изначально ему и был обещан первый шаг, но из-за схемы расположения астронавтов в модуле пришлось всё же остановиться на Ниле Армстронге — по штатному расписанию он сидел ближе к выходу. По другим вариантам этой же истории, Армстронг получил это право из-за своей невероятной скромности. Существует мнение, что НАСА было заинтересовано, чтобы первым человеком, который ступит на поверхность Луны, был гражданский. Так или иначе, свою долю славы Олдрин получил: официально первыми на поверхности прозвучали слова Армстронга — «Хьюстон, говорит база в море Спокойствия. Орёл сел». Однако непосредственно перед этим Базз сказал «Лампа контакта зажглась … ок, двигатель выключен».
Базз Олдрин — сторонник пресвитерианской церкви. После прилунения он сообщил на Землю: «Хочу воспользоваться возможностью и попросить всех, кто меня слышит, обдумать события последних часов и вознести благодарность наиболее приемлемым для каждого способом». Тогда же Олдрин, пользуясь правами старейшины пресвитерианской церкви, провёл краткое частное богослужение с причастием. Армстронг, будучи неверующим, причащаться не стал.

### Уход из НАСА

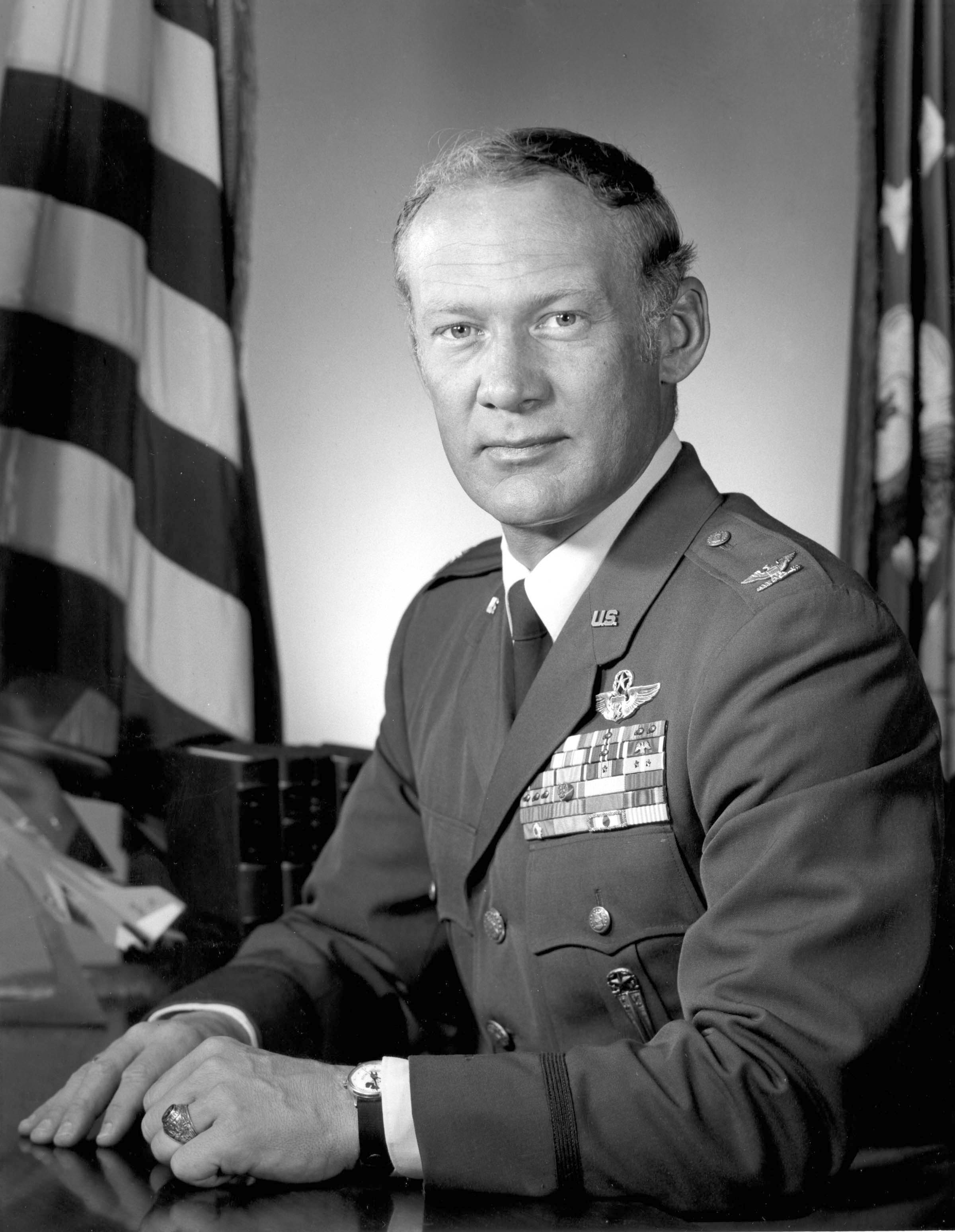
Олдрин — руководитель Школы лётчиков-испытателей ВВС США

Олдрин завершил карьеру в НАСА в июле 1971 года. После ухода из НАСА Олдрин был назначен руководителем Школы лётчиков-испытателей ВВС США на базе ВВС Эдвардс в Калифорнии. В марте 1972 года, после 21 года службы в ВВС, Олдрин ушёл в отставку. Напряжение при подготовке к полёту и потрясение от самого факта высадки на Луну оказали на Олдрина негативное воздействие. Цели, сопоставимой с полётом на Луну, больше не было. У него началась депрессия, и он начал понемногу пить. В результате ему пришлось лечь на лечение в госпиталь Сан-Антонио. Его автобиографические книги «Возвращение на Землю» и «Великолепное опустошение», опубликованные соответственно в 1973 и в 2009 годах, рассказывают о его борьбе с клинической депрессией и алкоголизмом в первые годы после ухода из НАСА. Жизнь Базза Олдрина значительно изменилась, когда он в 1987 году женился в третий раз на Лойс Кэннон.
После отставки Олдрин сохранил интерес к космической программе, участвовал в дебатах, занимался пропагандой освоения космоса. В 1972 году основал консалтинговую компанию Research and Engineering Consultants Inc., заняв в ней пост президента.
В 1985 году Базз Олдрин стал профессором Центра аэрокосмической науки при Университете Северной Дакоты. В 1996 году основал компанию Starcraft Enterprise в городе Лагуна-Бич и возглавил её в должности президента. Он также вошёл в состав совета директоров компании Space Adventures.
В 1994 году Олдрин был участником Первого международного космического конгресса в Москве. С делегацией космонавтов посетил Иркутск и Улан-Удэ.
В 2008 году Олдрин раскритиковал современных авторов научной фантастики за то, что они перестали уделять внимание космосу.

### КорабльCycler
В 1985 году Олдрин предложил НАСА проект «орбитальных отелей», курсирующих между Землёй и Марсом. Этот проект называется Cycler, и его главной стратегической целью является осуществление перевозок грузов и первых колонистов на Марс с коммерческой целью — развитие космического туризма и создание космических отелей. Стержень проекта группы Олдрина — неистощимый источник энергии — гравитационные силы космических тел, которые, взаимодействуя друг с другом, могут «выстроить» орбиту космического «отеля». Замысел заключается в том, что, когда космический транспорт будет попадать в зону действия гравитационных сил Земли или Марса, он не будет останавливаться — его скорость снизится, но посадка не должна осуществляться.

### Критика НАСА

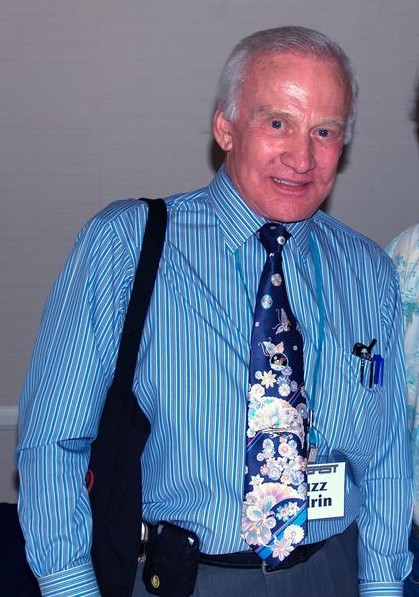
Базз Олдрин в феврале 2009 года

В 2002 году президент США Джордж Буш назначил Олдрина членом Комиссии по определению путей развития американской аэрокосмической промышленности. А в декабре 2003 года газета New York Times опубликовала статью Олдрина с критикой в адрес НАСА. В ней он выразил обеспокоенность по поводу дальнейшего развития космической программы НАСА, а также провозгласил целью НАСА в ближайшие два десятилетия возвращение на Луну, а затем полёт на Марс.

### Книги
Базз Олдрин является автором нескольких книг, среди которых: «Первые на Луне» (First on the Moon, 1970), «Возвращение на Землю» (Return to Earth, 1973), «Люди с Земли» (Men from Earth, 1989), «Встреча с Тибером» (Encounter with Tiber, 1996), «Возвращение» (The Return, 2000), «Добраться до Луны» (Reaching for the Moon, 2005) и «Миссия на Марс. Моё видение освоения космоса» (Mission to Mars: My Vision for Space Exploration 2013).
Внештатный обозреватель «Радио Свобода» в Нью-Йорке Марина Ефимова, опровергая давнюю шутку о том, что астронавты отличаются «общей нехваткой словесной огневой мощи», отметила чувство юмора Олдрина, который на её вопрос, почему первым американцем в космосе стал астронавт Алан Шепард, ответил: «Вообще, хотели послать обезьяну, но в НАСА пришла куча писем в защиту прав животных, а в защиту Шепарда не пришло ни одного письма. Вот он и полетел».

### Личная жизнь
Олдрин женат четвертым браком. От первого брака с Джоан Арчер он имеет троих детей: сына Джеймса Майкла, дочь Дженис Росс и сына Эндрю Джона. Со второй женой Беверли ван Зайл Олдрин прожил 12 лет. На своей третьей жене Лойс Дриггс Кэннон женился в День Святого Валентина в 1988 году. Олдрин подал на развод с Лойс 15 июня 2011 года в Лос-Анджелесе, ссылаясь на «непримиримые разногласия», по словам его адвоката.
20 января 2023 г. Базз Олдрин женился в четвертый раз. Супругой астронавта стала 63-летняя Анка Фаур, которая с 2019 года работает в принадлежащей Олдрину компании Buzz Aldrin Ventures LLC. На момент свадьбы она занимала должность вице-президента компании. О событии сообщил сам Олдрин в своём Twitter.
Олдрин прошёл масонское посвящение в ложе «Монтклер» № 144 (Нью-Джерси) и стал мастером масоном 21 февраля 1956 года; позже присоединился к Clear Lake Lodge № 1417 в Сибруке (Техас). Член Scottish Rite Valley в Хьюстоне. В 1971 году он был награждён Великой ложей штата Нью-Йорк. Является членом Shriners.

### Обвинения в заговоре
9 сентября 2002 года Барт Сибрел, сторонник теории заговора, пытался заставить 72-летнего Базза Олдрина поклясться на Библии, что 20 июля 1969 года тот действительно совершил высадку на Луне. После отказа давать клятву Сибрел в лицо обвинил 72-летнего Олдрина в том, что тот никогда не был на Луне и назвал его «трусом и лжецом» (видео инцидента). Ветеран на это ответил тому хуком в челюсть. Полиция Беверли-Хиллз и прокуратура отклонили обвинения против Олдрина, сочтя, что он был спровоцирован.

## Награды и отличия

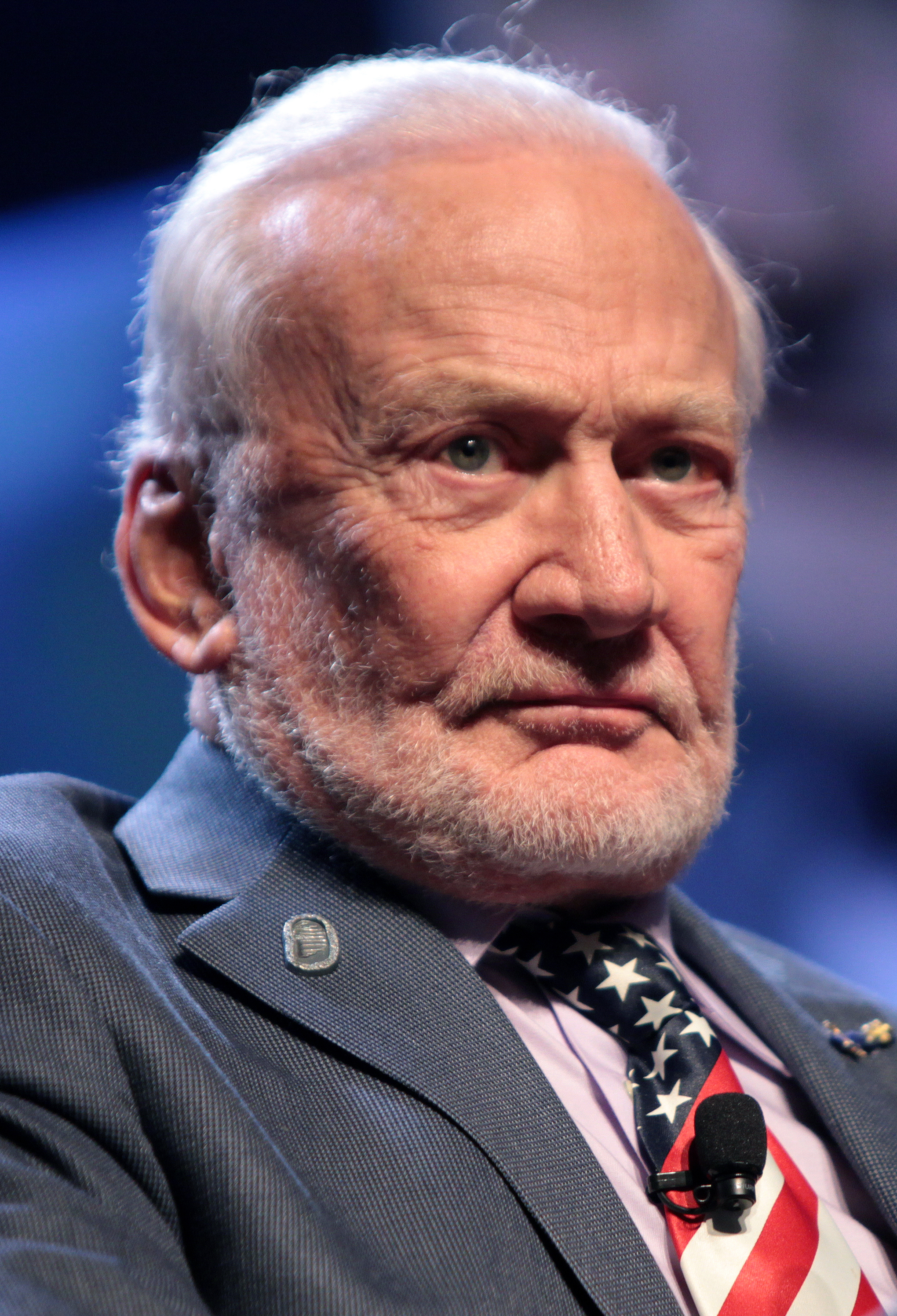
Базз Олдрин в 2016 году

- Военные награды:

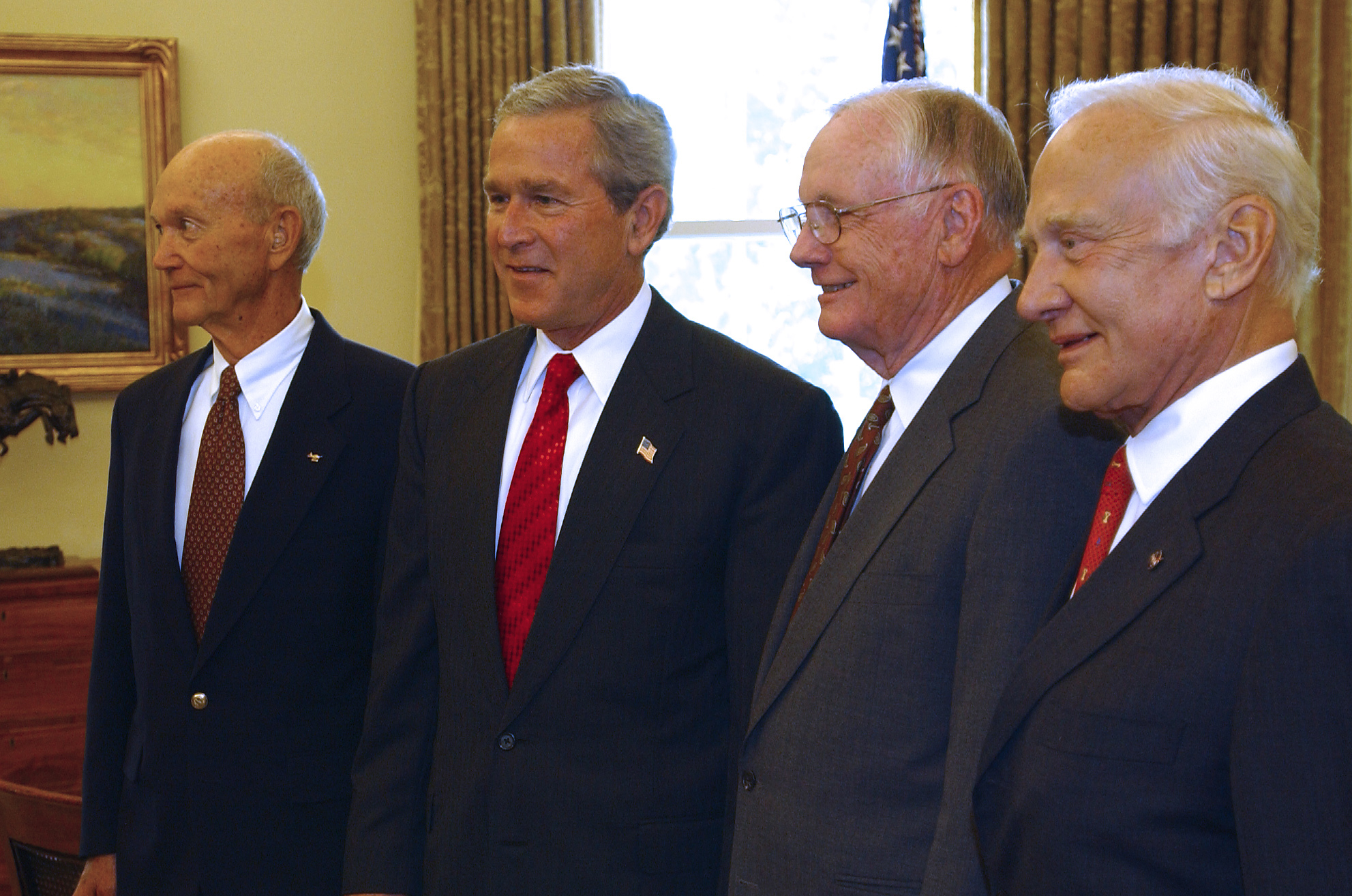
Базз Олдрин в Белом доме, 2004 год

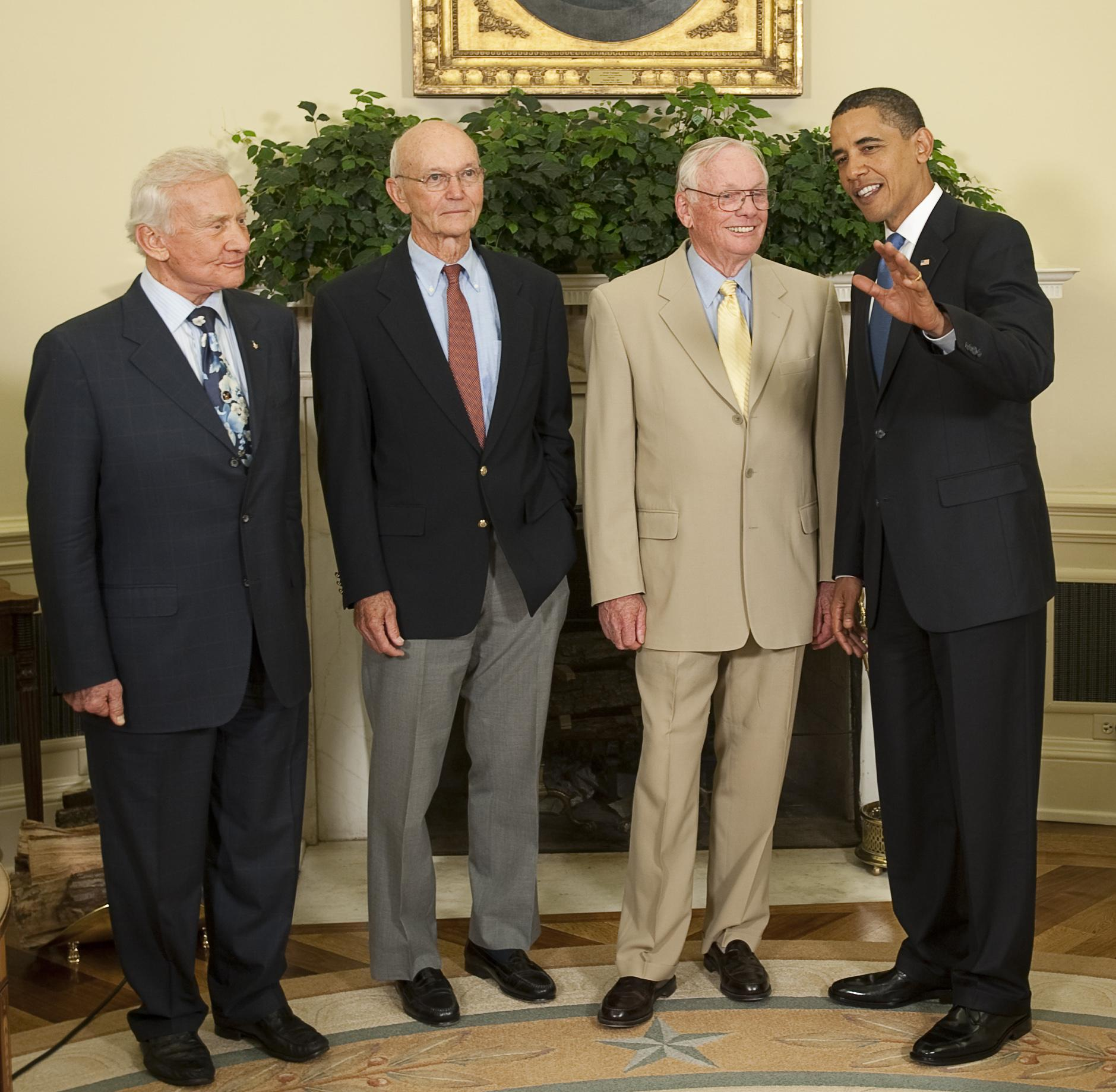
Президент Барак Обама принимает экипаж «Аполлона-11» в Овальном кабинете по случаю 40-й годовщины посадки человека на Луну

  - Медаль ВВС США «За выдающуюся службу»
  - Орден «Легион Почёта»
  - Два Креста лётных заслуг
  - Три Воздушных медали
- Награды НАСА:
  - Медаль за выдающуюся службу
  - Медаль «За исключительные заслуги»
  - Две Медали «За космический полёт»
  - Премия исследований НАСА

Включён в Зал славы астронавтов.
- Гражданские награды и знаки отличия:
  - Президентская медаль Свободы
  - Награда авиационной промышленности Collier Trophy
  - Международная награда за выдающиеся достижения в аэронавтики Harmon Trophy
- В честь Олдрина был назван кратер на Луне и астероид
- Имя Олдрина внесено в Зал славы американских астронавтов
- В 1967 году Олдрин получил почётную степень доктора наук колледжа Густава Адольфа[англ.]
- В 2003 году Олдрин получил награду от филантропической организации Variety, the Children’s Charity «за необычное понимание, сочувствие и преданность человечеству»
- За вклад в телевизионную индустрию, Базз Олдрин был удостоен звезды на Голливудской «Аллее славы» в Голливуде
- В 2009 году, указом президента Обамы награждён вместе с экипажем «Аполлона-11» Золотой медалью Конгресса США
- В 2010 году Олдрин занял девятое место в списке космических героев (как реальных, так и вымышленных), составленном в 2010 году американской организацией Space Foundation[29]

Кроме этого, Олдрин был награждён высшими государственными наградами многих стран мира.

## Участие в кинопроектах
- Впервые снялся в телефильме в роли самого себя в 1976 году в картине «Под колпаком»
- Снялся в эпизодической роли самого себя в фильме «Трансформеры 3».
- Снялся в эпизодической роли самого себя в 5-й серии 6-го сезона комедийного телесериала «Теория Большого взрыва».
- Снялся в эпизодической роли самого себя в 11-й серии 3-го сезона телесериала «4исла»
- Камео в японском полнометражном фильме Space Brothers[30].
- Шоу Али Джи[31]
- Студия 30[32]

В роли Олдрина в различных фильмах снимались следующие актёры:
- Клифф Робертсон в телефильме 1976 года «Возвращение на Землю» (англ. Return to Earth). Олдрин помогал Робертсону в работе над ролью
- Ларри Уильямс в фильме 1995 года «Аполлон-13»
- Ксандер Беркли в телевизионной докудраме 1996 года «Аполлон-11»
- Брайан Крэнстон в мини-сериале 1998 года «С Земли на Луну» и в документальном фильме 2005 года Magnificent Desolation: Walking on the Moon 3D
- Джеймс Марстерс в телефильме 2009 года «Цель — Луна»
- Кори Такер в фильме 2011 года «Трансформеры 3: Тёмная сторона Луны»
- Кори Столл в фильме 2018 года «Человек на Луне»

Персонаж франшизы «История игрушек» Базз Лайтер назван в честь Олдрина.
Базз Олдрин в эпилоге Mass Effect 3 озвучивает рассказчика, излагающего историю Шепард(а).